# Erich Kamke
Erich Kamke, né le 18 août 1890 à Marienbourg, et mort le 28 septembre 1961 à Rottenburg am Neckar, est un mathématicien allemand, spécialisé dans les équations différentielles.

## Carrière
Il étudie à Göttingen sous la direction d'Edmund Landau. En 1926, il devient professeur à l'université de Tübingen.
Marié à une juive, Dora Heimowitch, il doit suspendre son enseignement en 1937, tout en poursuivant néanmoins ses recherches. Il est nommé au grade de professeur ordinaire en 1945.

## Œuvres
- Théorie des ensembles, cardinaux, ensembles ordonnés et nombres ordinaux, Éditions Dunod, monographies, Paris, 1964